# Orenda Fink

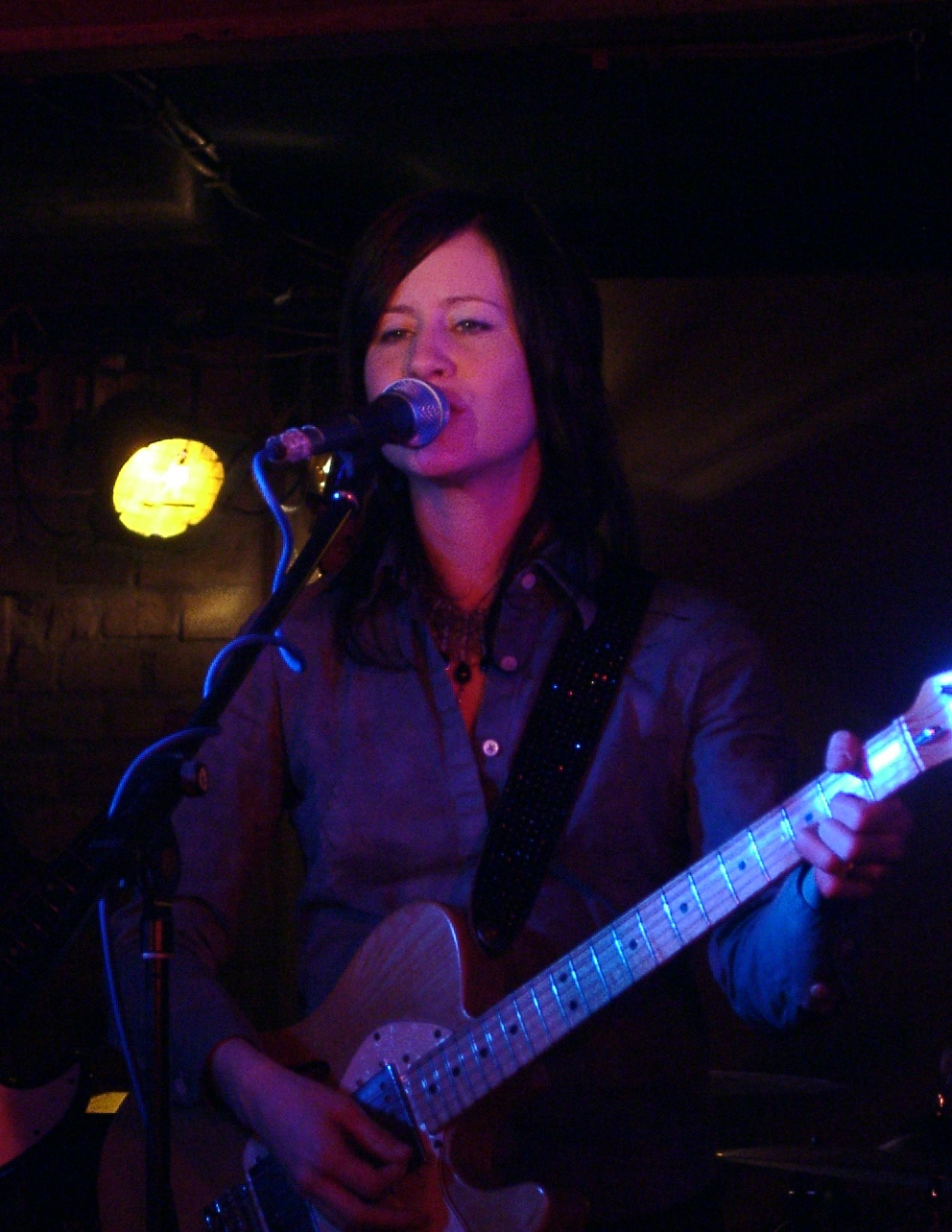
Orenda Fink

Orenda Fink (* 18. September 1975) ist eine US-amerikanische Musikerin aus Omaha, Nebraska. Bekannt ist sie vor allem durch das Musikerinnenduo Azure Ray, welches sie zusammen mit Maria Taylor bildet.
2005 hat sie ihr Soloalbum "Invisible Ones" unter dem Independent-Plattenlabel Saddle Creek veröffentlicht.

## Diskografie
- Bloodline EP (2005)
- Invisible Ones (2005 · Saddle Creek)
- Ask the Night (2009 · Saddle Creek)
- Blue Dream (2014 · Saddle Creek)